# Odilon Sebastião Salmória
Odilon Sebastião Salmória (Videira, 11 de julho de 1946) é um advogado e político brasileiro.

## Vida
Filho de Américo Salmória e de Clarice Pacheco Salmória, diplomou-se em direito.

## Carreira
Foi deputado à Câmara dos Deputados na 47ª legislatura (1983 — 1987), eleito pelo Partido do Movimento Democrático Brasileiro (PMDB).